# Cyclamen brulloi
Cyclamen brulloi — вид квіткових рослин з родини первоцвітових (Primulaceae). Це осінньоцвітий вид, що належить до Cyclamen subg. Цикламен і в даний час обмежений деякими місцевостями західної Сицилії, де він росте на карбонатних скелях і в скелястих ущелинах. Цей таксон демонструє близькі спорідненості як з C. hederifolium, так і з C. africanum. Однак деякі морфологічні та каріологічні особливості чітко відрізняються. Представлено морфологію, мікроморфологію пилкових зерен, каріологію (2n = 4x = 68), екологію, природоохоронний статус і таксономічні зв’язки нового таксону з найбільш спорідненими видами.